# (33799) Myra
(33799) Myra (1999 UV2) – planetoida z pasa głównego asteroid okrążająca Słońce w ciągu 4,27 lat w średniej odległości 2,63 j.a. Odkryta 19 października 1999 roku.